# ژاله‌پوش دورنگ
دروسرا دورنگ (نام علمی: Drosera bicolor) نام یک گونه از سرده دروزا است.